# 署前路站
署前路站是广州地铁10号线规划的车站，拟建于越秀区庙前直街北侧的地底，临近东山口站。本站因规划过程透明度不足，且选址广州历史核心区域东山而引起争议和备受关注。受此引发的舆论风波及征拆等影响，本站不具备实施条件，最终被取消。

## 規劃歷史
2016年1月7日，廣州市規划和自然資源局在網公示《廣州市新一輪城市軌道交通建設規划方案》，当时公示了15条新线（段）的起始站點、長度及功能定位和意義，未有說明具體站點，其中即有10號線。2017年3月15日，廣東省發展改革委員會提交的《广州市城市轨道交通近期建设规划（2016-2022年）》获得国家发改委批复（發改基礎〔2017〕498號），批复中建设规划期被调整为2017-2023年。规划文件随批复而公開，附上了绘有线网的建设规划示意图，示意图中新线走线、所有站点及其换乘性质均被标出，其中首次可见署前路站。在公示10號線第二次環境影響評價、可行性研究報告及环评报告书全本等時亦有提及到本站。而2018年7月2日廣州地鐵也在網公開獲批後的《規划》內容及示意圖。 
其中，在2018年6月14日公开的环境影响报告书全本中有特别說明，表示規劃工程因应临近新河浦历史文化保护区，特别设计避开上述區域设站，且計劃采用明暗挖结合的施工方法，减少征拆以期降低车站对该街区影响。
在2017年获批之時，署前路站有預設構思為换乘站。但在初步設計階段及環境評價、工程許可招標等阶段，署前路站又取消了換乘計劃，而不會建設換乘通道。當時10号线工程可行性报告的批覆意见亦指出署前路站和中大南门站是原由换乘站变更成非换乘站，应力争两站按换乘站设计，以增强整个线网的通达性。在地鐵官方2018年左右公布的13號線二期路線計劃時，10號線与3号线的換乘站點曾規劃在林和西站，未有計劃接通1號線，该换乘规划最终未获入选，最终入选的是天河路—体育西路站方案，可接通上述两线。在2018年初媒体获得的消息中，10号线在署前路與6號線十字交叉，但与北侧1号线及6号线東山口站彼此不換乘，相距約200米。对于10号线多个站点「交而不换」，有市民表示，地铁规划关乎市民出行便利，有关方面应更多考虑市民的便利性需求，重视市民意见，允许市民参与到方案比选中。
2020年10月，廣州日報進一步獲得地鐵方面消息，稱若能够完成征地，则有望升級該站與1號線、6號線三線換乘。這是廣東省發展改革委員會提交的10號線工程可行性報告獲批以來，再一次有車站規划調整為換乘站。根據越秀區政府同期公佈的國有土地上房屋徵收補償方案，為配合署前路站的建設，計劃東山口一帶拆除越秀區圖書館、陳樹人紀念館等建筑。对于這次規划，不少市民表示毫不知情。

## 規劃爭議

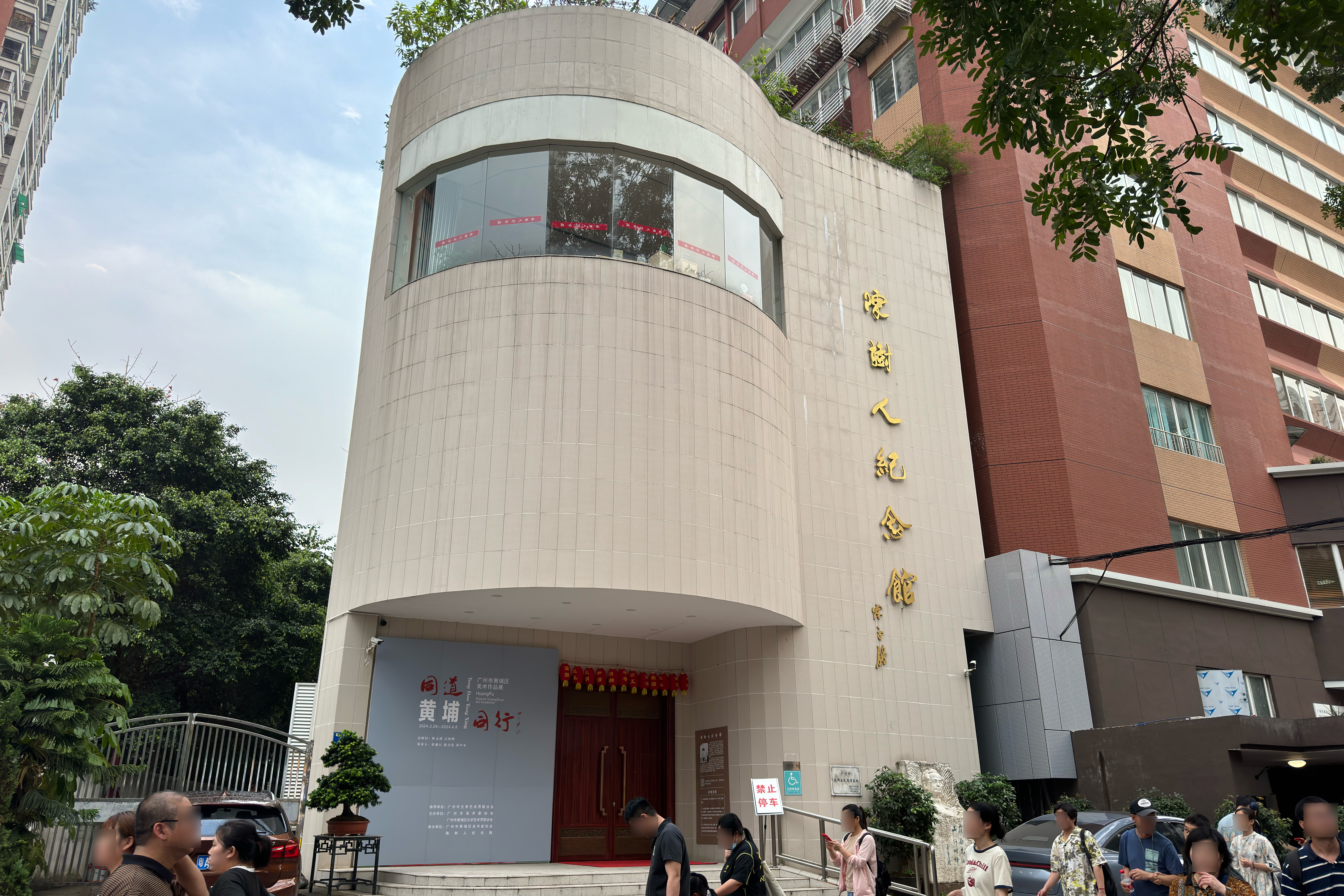
东山口站E出入口旁的陈树人纪念馆

2020年9月11日越秀區政府在網發布署前路站项目徵收國有土地的補償方案（徵求意見）通告（下称“通告”），指為建设本站及換乘东山口站的通道，擬拆遷署前路東側和廟前直街北側合計42座物業，公示期于同年10月10日结束。到征求意见期限结束后，本地媒体于10月中旬开始报道相关拆迁事项。由于廟前直街（北側）位于老城區東山的咽喉入口處，坐落部分政治遺跡及文化名人故居，陪伴几代廣州人成長；部分媒体在初期報導稿件中亦未準確描述徵拆的位置，令外界以為整個東山可能會会被清拆，很快引起市民的广泛关注和讨论。不少市民反對拆遷，提出了種種疑問，希望政府說明地鐵10號線署前路地鐵站的選址理由；在東山本地出身長居、有出版《記憶東山》一書的吳偉鵬表示，他是在9月中發現署前路站徵收補償方案徵求意見公告，才驚悉這帶計劃拆遷。而支持拆迁的市民认为拆迁重建后可以改善周边地区的道路交通环境，方便市民出行；亦有部分庙前直街北侧多栋住宅楼的居民，支持通过拆迁改善其居住环境。
根據通告，此次計划徵地范圍主包括了越秀區圖書館、陳樹人紀念館、廟前直街北側居民樓等東山多處地標性建筑，而東山總站（署前路）、署前路小學暫未納入擬徵收范圍。于1988年在樗园舊址（陳樹人1927年所建私宅，毁于抗日战争）興建的陈树人纪念馆，於2020年5月才完成修缮，徵收消息立即引起陳樹人孫女、著名畫家陳靜芬在内的部分文化界人士關注。陳靜芬為此起草《關於保護陳樹人紀念館的緊急呼吁書》，獲廣州十位著名畫家等美朮界代表聯署，促請市政府高度重視繼續保留紀念館等重要歷史文化名片。而廣東省中國畫學會會長陳永鏘也在10月21日寫親筆信，懇請越秀區政府國有土地上房屋徵收中心鄭重重視陳樹人紀念館的存在。还有文物保護團體關注到，擬徵收范圍內多個建筑有一定历史，如1920年始建的東方茶樓（廟前直街16號）和1948年始建的陳樹人的櫟園舊址（署前橫路1號）。而據史料反映廟前直街其他多個被徵拆建築，均在1920至1930年代間落成使用，可反映地段的歷史風貌。
而设计单位广州市交通规划研究院相关负责人解释，该设计方案可缓解1号线和10号线在体育西路换乘的压力，减轻东山口地铁站进出站压力。规划、设计部门同时表示，后续还有文化遗产评估，发布正式征收公告仍需较长时间。在輿論壓力下，廣州地鐵於11月4日再度公佈，經與市、區等部門討論再修改拆迁方案，陈树人纪念馆、越秀区图书馆等處於西段的建築暂不拆迁，换乘通道因而暂缓建设，留待远期实施；而東段廟前北街北側街區部分建筑仍在拆迁範圍。地鐵方面強調該地段建築未有被評為不可移動文物、歷史建築或歷史風貌建築，也不在街區劃定的核心保護范圍和建設控制地帶内。

## 现状
施工方项目部有關人士，在2022年3月向广州日报记者表示，东湖站至寺右新马路站区间在进行完房屋鉴定后，盾构机将始发挖掘该段隧道。而該站點的施工公示牌标注颜色为灰色。而根据施工计划，盾构机定於3月30日、4月30日分别进行盾构始发，若该站未有建成則工段內有3公里保持原狀。同月廣州規劃局越秀分局在回覆市民查詢時表示，地铁集团正就该站周邊的歷史文化保護要求去優化站點方案，其亦會支持配合推進關聯建設，但未有詳述事務細節。
广州日报记者报道称，有业主提出1:1原地回迁，亦有若干户车站核心区域的居民要求维持现状，导致征拆难度极大。截至目前，车站所在位置的房屋仍维持原状，车站没有进场施工的条件；而10号线隧道的盾构机已通过本站，未对车站建设作出预留，若要加站则需拆除盾构隧道，且10号线需中断运营，意味着本站实施概率极低。
2025年3月，地铁方面宣布10号线西塱-天河路段建设进度时，提到该段车站数目由14座变为13座，间接提示本站已被取消。

## 備註
1. ↑  示意图中除背景地图外均为矢量绘出，而需放大閱覽上述标注。
2. ↑  第一次公示仅针对项目附近地域可能受影响的公众个人及团体[8]。
3. ↑  盾构机直接挖过本站，而该站停留在规划中，或未能与本线同步开通